# Ficus exasperata
Ficus exasperata är en mullbärsväxtart som beskrevs av Vahl. Ficus exasperata ingår i släktet fikonsläktet, och familjen mullbärsväxter. Inga underarter finns listade i Catalogue of Life.

## Bildgalleri

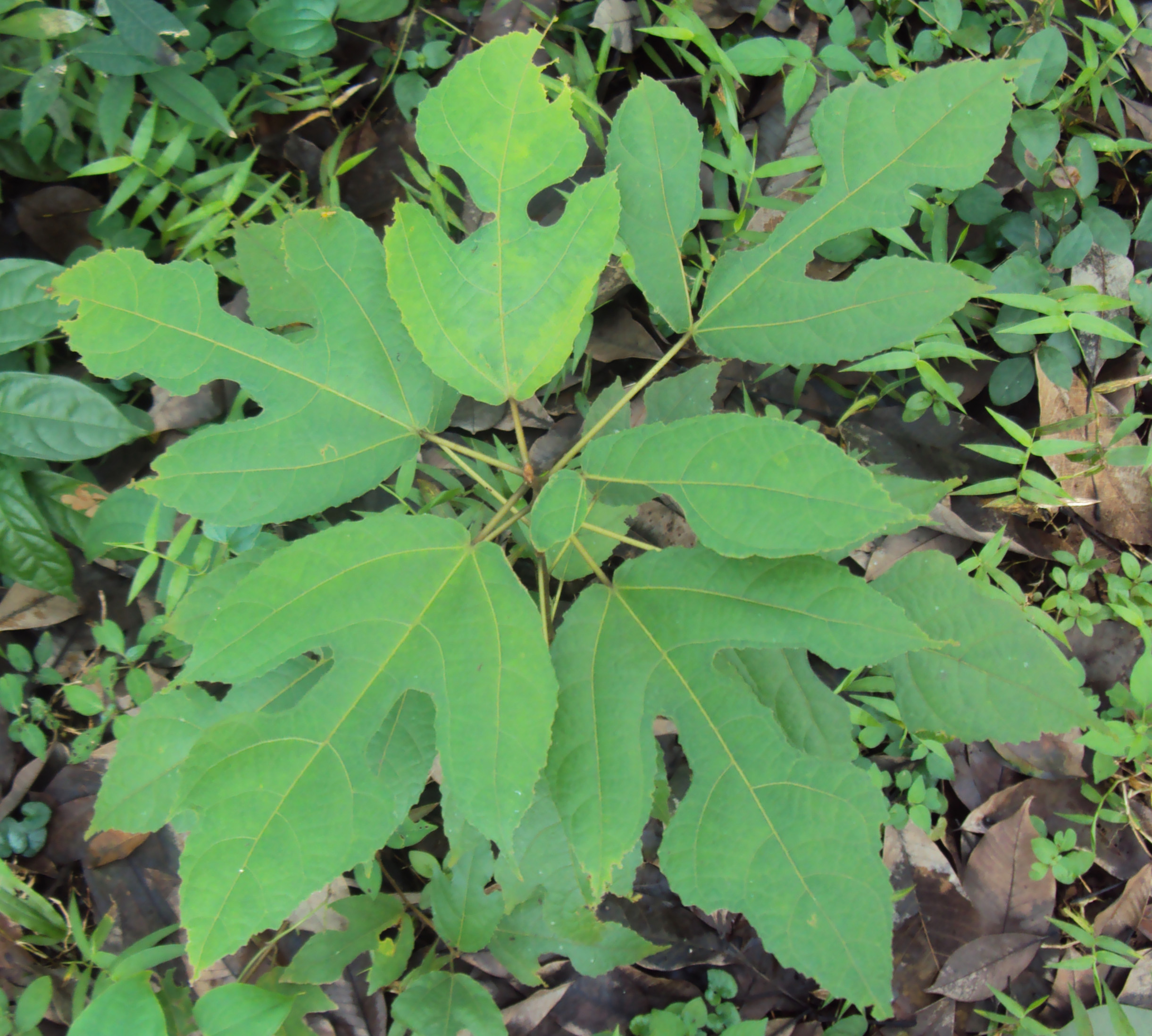
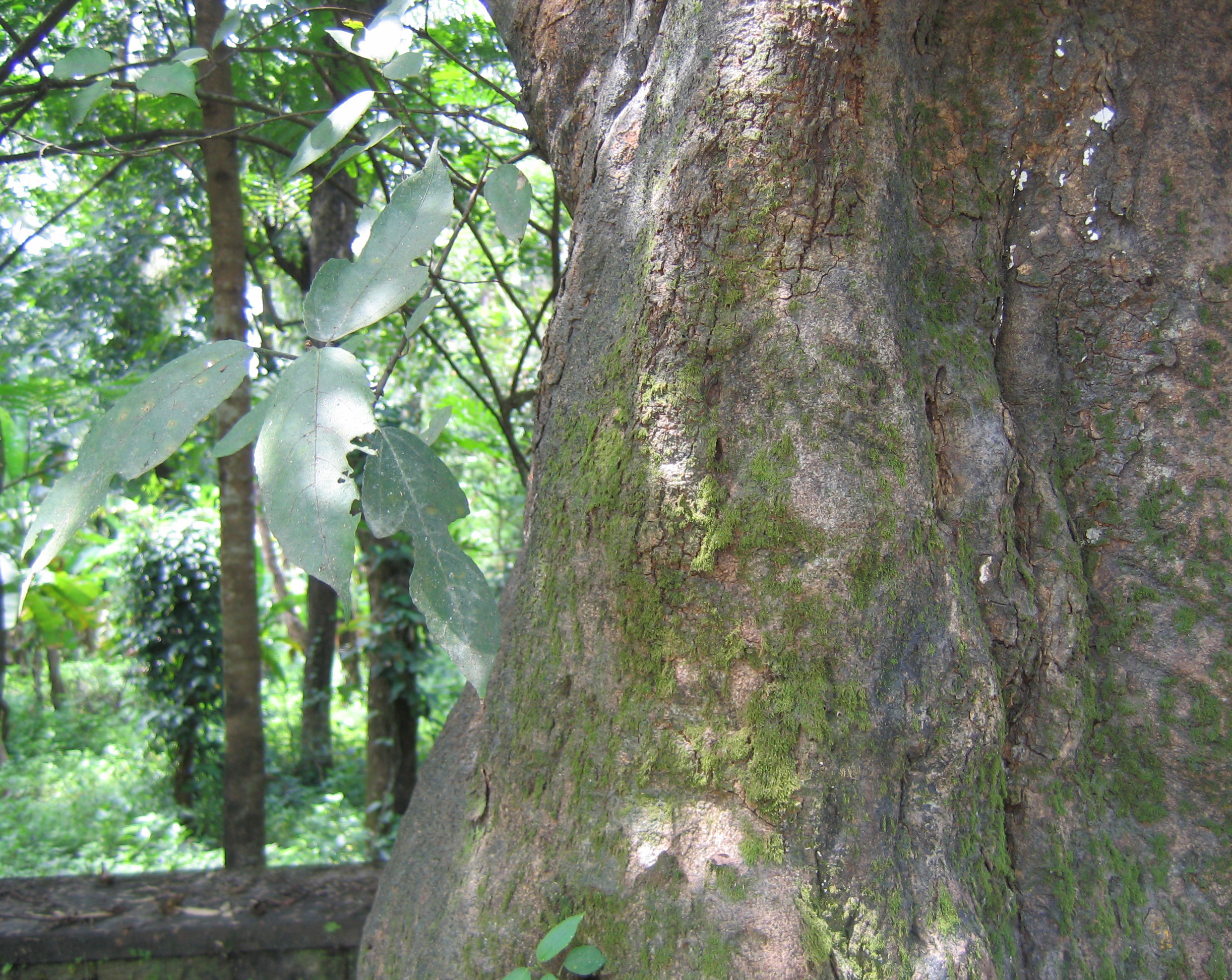
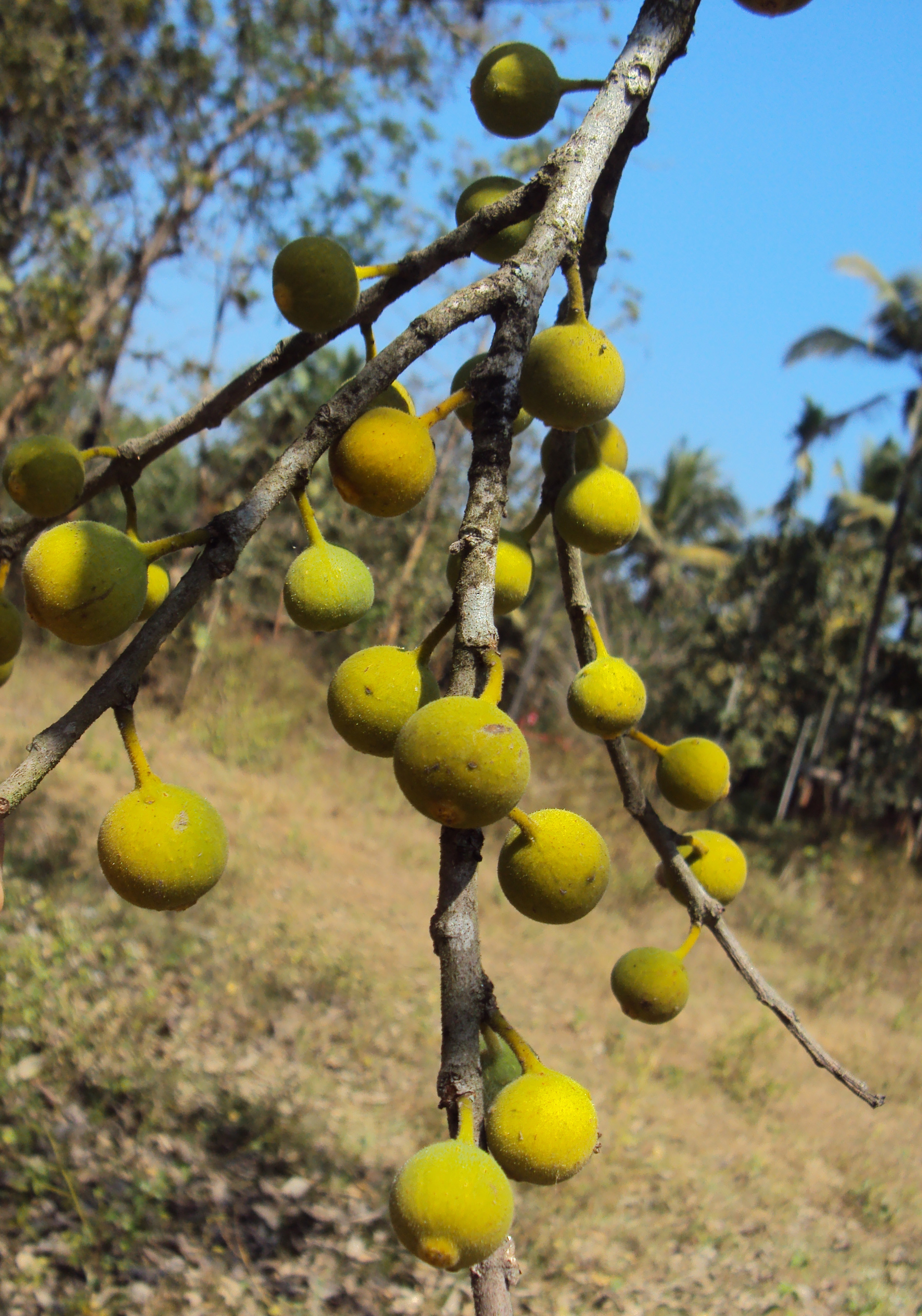
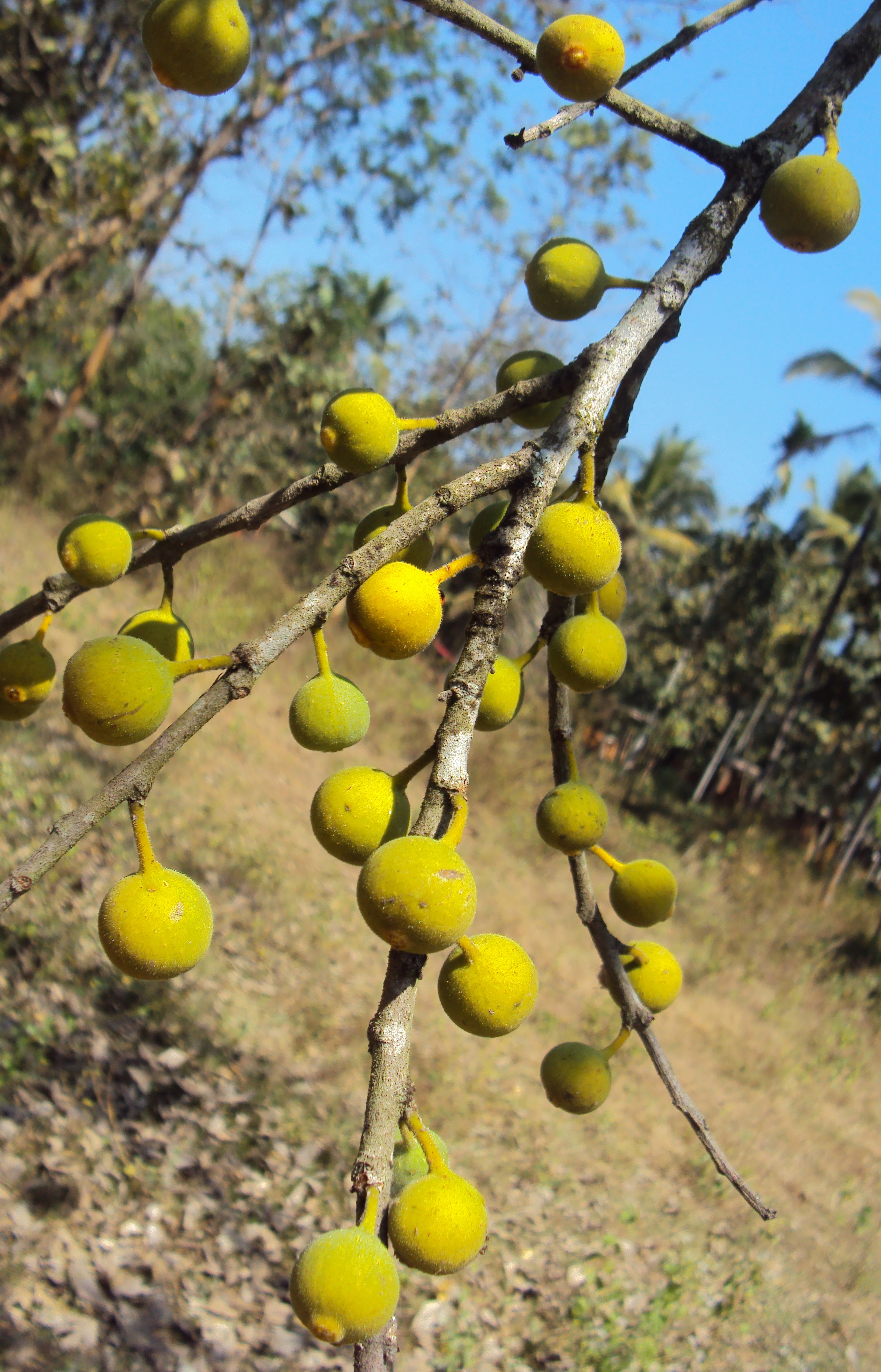
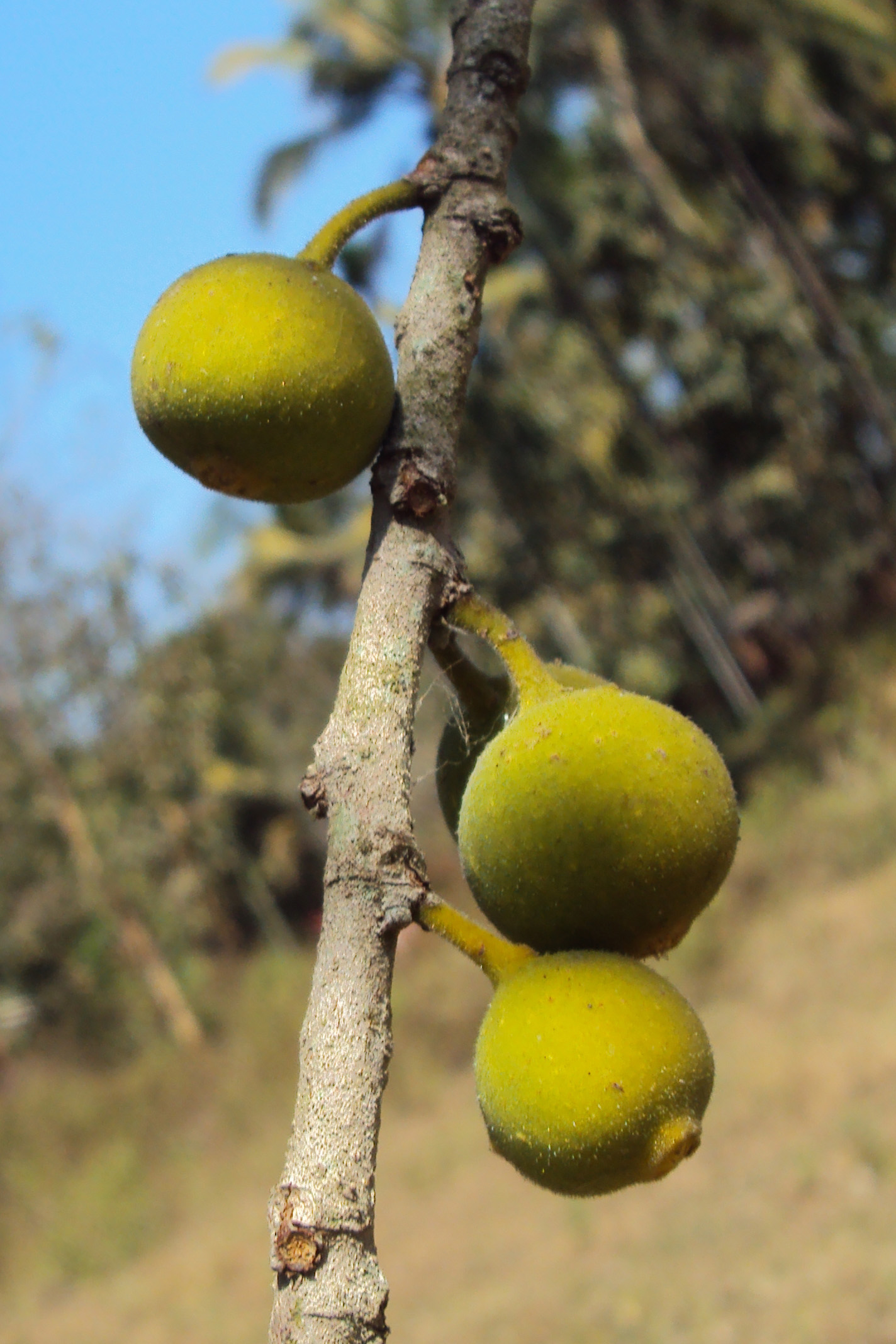